# أنجيل تاسفسكي
أنجيل تاسفسكي مواليد 17 أكتوبر 1981 في جمهورية مقدونيا، هو لاعب كرة سلة مقدوني سابق. بدأ مسيرته الاحترافية في سنة 2001. لعب في الدوري المقدوني لكرة السلة. اعتزل اللعب في 2016. لعب مع كاربوش سوكولي في الدوري الأدرياتيكي وإم زد تي سكوبيه في كأس أوروبا لكرة السلة.

## روابط خارجية
- أنجيل تاسفسكي على موقع كرة السلة الأوروبية.كوم (الإنجليزية)
- أنجيل تاسفسكي على موقع ريلجم (الإنجليزية)
- أنجيل تاسفسكي على موقع بروبوليرز (الإنجليزية)